# Comunitatea maronită din Liban

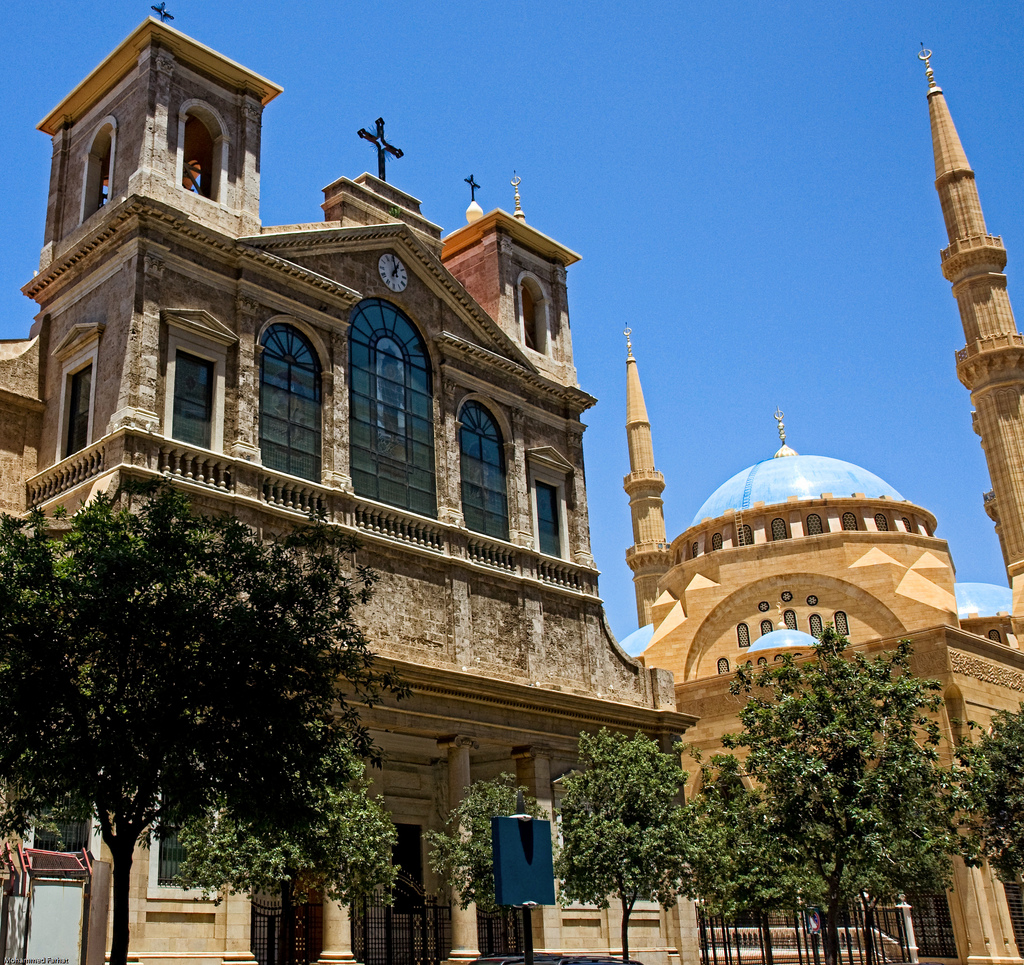
Catedrala Maronită Sfântul Gheorghe din Beirut

Comunitatea maronită din Liban este cea mai veche comunitate maronită din Orientul Mijlociu. Maroniții formează singurul grup de creștini din zonă care au beneficiat de o autonomie vastă de-a lungul secolelor de conducere islamică. Această libertate a culminat prin cristalizarea Libanului independent, în care creștinii se bucurau de supremație, și, de asemenea, de faptul că era singura țară arabă cu un conducător nemusulman. Este estimat că maroniții sunt acum a treia comunitate ca mărime (22%), după șiiți (30%) și sunniți (27%).
Biserica Maronită continuă să aibă un rol important în păstrarea identității comunității și de mult ori avea ca scop reprezentarea intereselor membrilor acesteia. Biserica maronită a fost înființată de Sfântul Maron în secolul al V-lea, un călugăr născut în Siria, care a trăit în Munții Taurus, din Turcia de astăzi. Legăturile sale istorice cu puterile occidentale i-au ajutat pe maroniti să scape de discriminarea asociată cu sistemul dhimmi. Această lucrare analizează atât biserica cât și comunitatea, pentru a ilustra strânsa legătură dintre ele. Actuala situație a maronitilor va fi urmărită de la originile istorice, punând accent pe evenimentele care au permis comunității să prospere. 

## Maroniții din Muntele Liban
Odată cu instalarea autorității otomane în lumea arabă în secolul VI, maroniții au început să se folosească de legăturile cu puterile occidentale pentru a asigura protejarea împotriva implementării sistemului dhimmi. Anumiți factori au permis maronitilor să scape de condițiile care erau comune pentru alți creștini. 
Puterea aparte a maronitilor a fost abilitatea lor nu doar de se proteja de Occident, ci și de a oferi servicii pozitive emirilor druzi. De exemplu, patriarhul Yuhanna Makhluf a fost consilierul emirului Fakhr al-Din II, la începutul secolului al XVII-lea, și s-a asigurat ca emirul să intre într-o alianță anti-otomană. Emirii evoluau prin abilitățile sale intelectuale, în timp ce creștinii câștigau protecție politică, autonomie și un aliat local împotriva conducerii otomane.  Oportunitățile economice i-au încurajat pe maroniti să migreze spre sudul Muntelui Liban. Sistemul feudal care s-a dezvoltat în Muntele Liban a însemnat că familiile conducătoare din fiecare comunitate erau responsabile pentru colectarea taxelor în schimbul puterii locale prin influența lor asupra emirului. 
Odată cu secolul al XIX-lea, sistemul feudal începea să se dezintegreze. Căderea emiratului în 1840 după exilul lui Bashir al-Shibabi II a lăsat un gol politic, pe care autoritățile otomane au încercat să îl umple. Zona a fost împărțită în două districte administrative, cu un guvernator maronit în nord, iar în sud cu un guvernator druz. Acest fapt ilustra chiar și la acel  stadiu, că soluțiile politice din Liban au implicat un element al confesionalismului politic. Ierarhia bisericii a declanșat niște revolte agrare în anul 1858 împotriva proprietarilor de pământuri. Când acest lucru a luat amploare și în sud, proprietarii druzi au luat-o mai mult ca pe un conflict religios, decât ca pe un conflict de clase. Conflictul dintre maroniti și druzi a lăsat în urma 12.000 de oameni uciși, 4000 uciși de bolile foametei și peste un million de oameni fără casă timp de mai mult de 4 săptămâni. Acest conflict a avut, de asemenea, un impact asupra cunoștinței maronitilor. Ceea ce a încurajat comunitățile creștine să apeleze la puterile europene pentru sprijin a fost teamă repetării acestor evenimente. 
În anul 1861 Munții Liban au devenit teritoriu autonom, având un conducător creștin care nu era maronit și un consiliu administrativ; în anul 1864 regiunea a devenit cunoscută drept mutasarifiya. Deși acesta încă era o parte nominală a Imperiului Otoman, Muntele Liban se afla acum sub protecție franceză. Stabilirea mutasafiryiei a avut, de asemenea, repercusiuni asupra conducerii comunității. Notabilii feudali nu se mai bucurau de aceeași putere extinsă, consecință a căderii emiratului. Cu toate acestea, liderul revoltei țăranilor, Yusuf Karam, nu a reușit să invoce întreaga comunitate. În schimb, patriarhul maronit mijlocea între țăranii conduși de Tannia Shahin și creștinii de seamă; patriarhul încuraja ideea că unitatea maronită poate fi formată doar prin patriarhat. 
Acest sucess a demonstrat că liderul bisericii era acum singurul actor maronit credibil care putea conduce comunitatea. Patriarhul s-a bucurat de asemenea de influență asupra consiliului administrativ. Cum Franța era principalul protector al noului sistem de guvernare, patriarhatul beneficia de legături strânse nu doar cu Franța, ci și cu Vatican. Patriarhul Masaad împreună cu succesorii săi au reușit să reinstaureze temporar autoritatea patriarhatului. Relațiile cu puterile europene erau folosite pentru a face posibil ca biroul patriarhului maronit să își păstreze independența specifică. 	
Spre sfârșitul secolului al XIX-lea, biserica se afla sub presiunea ascendentă din partea autorităților otomane, pentru a se supune autorității sultanului, prin solicitarea unui firman (diploma), care garanta recunoașterea legală a unei comunități religioase. Biserica maronită a continuat să își folosească legăturile puternice pentru a evita această supunere. În anul 1905 patriarhul Hoyek s-a angajat într-un tur diplomatic crucial spre Roma și Paris, pentru a câștiga sprijin împotriva acestei supuneri forțate. El și-a încheiat călătoria printr-o vizită la sultanul din Istanbul, fiind capabil, astfel, să își demonstreze loialitatea față de autoritățile conducătoare. În preajma Primului Război Mondial Muntele Liban a fost forțat să accepte acest firman drept protecție. 

### Maroniții în mandatul Libanului independent
Odată cu încetarea ostilităților Primului Război Mondial și ruperea de Imperiul Otoman, maroniții erau prezentați cu niște oportunități mari pentru a-și proteja propriul stat. Pentru acest scop, consiliul administrativ l-a însărcinat pe patriarhul Hoyek să participe la Conferința de Pace de la Versailles, pentru a preveni stabilirea Siriei și pentru a duce campania pentru un stat libanez independent. Existau două variante posibile: Prima, Micul Liban, includea doar Muntele Liban și Beirut și crea o țară care avea să fie un refugiu pentru creștinii din Orientul Mijlociu, bucurându-se de o majoritate creștină. A doua, Marele Liban, era bazată pe limitele istorice ale emiratului lui Fakhr al-Din II, care includea zone cu o populație majoritară musulmană, precum Tyra, Șaida și Valea Beqaa. În această variantă, se presupunea că prezența creștină în Liban ar putea să rămână puternică, atât cât să influențeze structura internă a statului și să recunoască legăturile istorice dintre ținutul maroniților și Liban. Aceasta a doua întruchipare obținea mai mult sprijin din partea comunității maronite, inclusiv din partea ierarhiei Bisericii Maronite. La Versailles patriarhul Hoyek și-a asigurat postul de preot fondator al Libanului modern, prin punerea statului Libanez sub protecția franceză. Odată cu anunțarea mandatului francez în Marele Liban în anul 1919 maroniții au optat pentru un stat suveran independent.
Din cauza opoziției musulmane asupra prezenței statului creștin, maroniții s-au bazat inițial pe autoritățile franceze pentru a asigura supraviețuirea statului. Conform lui Piccard, creștinismul era puternic imprimat în identitatea națională, în contrast cu statele arabe înconjurătoare, care erau toate musulmane. Stabilirea unui guvern civil în anul 1962, a reînviat vechea confruntare dintre laici și patriarhi pentru conducerea comunității. Chiar și după președinție, patriarhul se bucura în continuare de poziția de mediatorul cheie între comunitate și autoritățile franceze. 
Sistemul politic la noului Liban era bazat pe Pactul Național (al-Mithaq al-Watani), o înțelegere între al-Khuri și Riyad al-Solh, care recunoștea necesitatea de pragmatism pentru a stabili un sistem de guvernare viabil. Pozițiile guvernamentale erau reprezentate în parlament, conform proporției populației întregistrate la recensământul din 1932. Pactul Național avea menirea, de asemenea, să rezolve problemă complexă a identității libaneze. Cu privire la politica externă, musulmanii trebuiau să accepte Libanul drept țară suverană legitimă, în timp ce maoroniții erau nevoiți să renunțe la protecția occidentală.

## Impactul războiului civil asupra maroniților
Factorii care au dus la războiul civil libanez pot fi identificați în sistemul politic libanez încă de la începuturile sale. În primul rând, guvernul a rămas specific mai degrabă prin alianțele personale, decât prin diferențele ideologice. Bunătatea a rămas cea mai importantă legătura. Zulama au obținut puterile prin utilizarea poziției lor, în favoarea și protejarea intereselor clienților lor. Fiecare confesiune era reprezentată de câteva familii conducătoare. Acești actori erau dispuși să exploateze sistemul pentru a-și menține poziția. Până la izbucnirea războiului  civil, maroniții doreau să se alăture de partea nemaroniților, împotriva altor grupuri maronite. Creștinii greco-ortodocși au fost mereu de partea druzilor, decât de partea maronitilor în formarea puterii din Muntele Liban . Clerul maronit anticipa războiul și se străduia din răsputeri să determine alți creștini să li se alăture, însă eforturile se dovedeau a fi în zadar. Forțele creștine erau pretutindeni învinse și erau faimoși pentru organizarea militară foarte precară. 
Muntele Liban și Beirutuș urban prosperau și se dezvoltau în timp ce zonele rurale predominant șiite, rămâneau subdezvoltate. Criza identității libaneze devenise mai pronunțată spre sfârșitul anilor 60’. Maronitii încă se vedeau ca un grup distinct, care, sub Pactul Național beneficiau de  politica indiferent de schimbările demografice. Pactul de la Cairo din anul 1969 a avut ca scop dirijarea atacurilor armate palestiniene asupra Israelului, lansate din Liban. În timp ce recunoastea suveranitatea libaneză, permitea organizațiilor palestiniene să se înarmeze în taberele de refugiu.
	Războiul a lansat repercusiuni asupra tuturor comunităților. Milițiile au câștigat sprijin, deoarece erau văzute ca protectoare ale siguranței fizice ale fiecărui grup, dar și ale identității lor culturale. Disperați să obțină dominant creștină, le-a fost sugerat stabilirea unui stat mic creștin, sau a unui sistem federal, unde fiecare comunitate se bucura de autonomie. Pentru obținerea unei puteri consolidate, fiecare comunitate a alungat membri ale altor grupuri din zonele lor, ducând la enclave etnice. În timp ce acest lucru afecta toate confesiunile, 25% din populația care era alungată, erau creștini. 
Relațiile cu Israel s-au dovedit a fi o problemă divizată. Unii considerau că este nevoie de o alianță pentru a asigura viitorul creștinilor libanezi, în timp ce alții precum fostul președinte Ftanijeh îi identifică precum arabi, și erau conștienți că oricare altă legătură cu Israel ar putea duce la repercusiuni severe în alte comunități. Se spunea de multe ori că principalul motiv pentru care Israelul a oferit sprijin maroniților din Liban a fost compasiunea și mila , ceea ce nu era adevărat. Israelul își urmărea propriul interes național. Maroniții se luptau cu diverși inamici ai Israelului, și, prin oferirea ajutorului acestora, Israelul folosea un proxy pentru a-și duce la capăt munca murdară. Sprijinirea maroniților a oferit Israelului, în special Mossadului, o fereastră către lumea arabă.

## Maroniții în epoca Taif
În anul 1989 au avut loc ultimele negocieri pentru a obține un tratat de pace care să pună capăt Războiului Civil Libanez. Acordul Taif a încercat să aplaneze problemele conflictului. Puterile distribuite în cele trei mari birouri guvernamentale (președinte, prim ministru și purtător de cuvânt) au fost modificate pentru a face aceste poziții egale. Reprezentarea parlamentară era împărțită egal între musulmani și creștini. Acordul Taif se ocupă de asemenea de problem externe. Cel mai important element era recunoașterea rolului Siriei. Prezența siriană în Liban a fost legalizată cu condiția ca trupele să fie mutate în Valea Beqaa, pentru o perioadă de 2 ani.. 
Noul patriarh, Nasrallah Sfeir încuraja dialogul dintre benzile militante și sprijinea Acordul Taif. De asemenea, patriarhul încuraja ideea de a avea inovație a bisericii. După multe decenii de tratative, sinodul a avut loc în cele din urmă în anul 2003. La acest sinod, participanții propuneau subiecte care afectau biserica maronită contemporană.

## Concluzii
De-a lungul timpului, comunitatea maronită a reușit să își mențină statutul autonom și a făcut contribuții semnificative pentru independență statului libanez. Deși războiul civil a avut efecte devastatoare asupra dominantei politice a maronitilor, este de înțeles că aceasta comunitate continua să fie o prezență creștină importanta în Orientul Mijlociu. Există o legătură puternică între biserică și comunitate. Rolul bisericii maronite este afectat de evenimentele comunității. Eșecul libanezilor să își resolve diferențele asupra identității și a statului, a lăsat tara deschisă interferențelor exterioare, care de multe ori au dus la un conflict. Cu toate acestea, comunitatea maronită va continua să facă față provocărilor, în încercarea de a-și menține drepturile politice și civile pe pământul lor. 